# Grijsvleugelincagors
De grijsvleugelincagors (Incaspiza ortizi) is een zangvogel uit de familie Thraupidae (tangaren).

## Verspreiding en leefgebied
Deze soort is endemisch in westelijk Peru.